# Ari Kelman
Ari Kelman (né en 1968) est un historien américain, spécialisé dans la Guerre de Sécession, l'histoire de l'Ouest américain, des amérindiens et l'Histoire de l'environnement. 

## Carrière
Kelman obtient son baccalauréat ès arts en histoire de l'Université du Wisconsin à Madison en 1991. Il complète ses études supérieures et doctorales en histoire à l'Université Brown, obtenant une maîtrise ès arts en 1993 et un doctorat en 1998. Il est professeur d'histoire à l'Université de Californie à Davis. Jusqu'en 2016, il est professeur d'histoire McCabe Greer à l'Université d'État de Pennsylvanie. 

## Livres
Le premier livre de Kelman, A River and Its City, est une histoire environnementale de la ville de La Nouvelle-Orléans, en se concentrant particulièrement sur la relation difficile de la ville avec le fleuve Mississippi. A River and Its City remporte le prix Abbott Lowell Cummings 2004, décerné chaque année « à la publication qui a apporté la contribution la plus significative à l'étude de l'architecture vernaculaire et des paysages culturels de l'Amérique du Nord ».
Son deuxième livre, A Misplaced Massacre (Harvard University Press, 2013), explore les luttes autour de la façon dont le fameux massacre de Sand Creek en 1864 doit être commémoré, commençant immédiatement après les violences et se poursuivant jusqu'à l'ouverture du site historique du massacre national de Sand Creek. Grâce à des recherches archivistiques et à des entretiens d'histoire orale, Kelman documente comment les employés du National Park Service, les propriétaires fonciers locaux et les descendants des victimes du massacre de Sand Creek ont travaillé ensemble pour développer un mémorial approprié pour le site historique. Le livre remporte le prix Bancroft 2014, le prix Avery O. Craven, le prix Tom Watson Brown Book et le prix Robert M. Utley,,,.
Son livre le plus récent, avec l'artiste Jonathan Fetter-Vorm, est un roman graphique de non-fiction intitulé Battle Lines: A Graphic History of the Civil War (Hill &amp; Wang, 2015).

## Autres activités
Pendant et après l'ouragan Katrina, Kelman écrit des articles décrivant l'histoire environnementale de la Nouvelle-Orléans pour des médias populaires tels que The Nation, Slate et The Christian Science Monitor. De 2005 à 2007, Kelman est consultant créatif senior pour la série PBS, American Experience : New Orleans.